# Aglaoschema erythrocephala
Aglaoschema erythrocephala là một loài bọ cánh cứng trong họ Cerambycidae.